# Sweetness (Yes)
Sweetness is debuutsingle van Yes. Het is afkomstig van hun album Yes. Sweetness was een van de eerste nummers die de band zou opnemen. Het kwam uit de handen van zanger Jon Anderson, bassist Chris Squire en Clive Bailey. Deze laatste werd alleen vermeld op de Amerikaanse uitgave en was afkomstig uit de voorloper van Yes van Squires en Peter Banks' kant: Mabel Greer's Toyshop.
De B-kant van zowel de Britse als Amerikaanse persing bevatte cover. De Britse variant had Something’s coming uit West Side Story van Leonard Bernstein en Stephen Sondheim. Dat nummer was niet afkomstig van het album en duurde vrij lang voor een single destijds (7:07). Something’s coming werd veel later de titel waaronder Yes hun BBC-opnamen uit 1969 en 1970 zouden uitbrengen. De Amerikaanse persing bevatte Every little thing van John Lennon en Paul McCartney van het Beatlesalbum Beatles for Sale.